# Dead Man
Dead Man (títol original en anglès: Dead Man) és una pel·lícula de 1995 escrita i dirigida per Jim Jarmusch, coproduïda entre Estats Units, Alemanya i Japó. La música la va compondre Neil Young i la fotografia, en blanc i negre, va anar a càrrec de Robby Müller. Aquesta pel·lícula ha estat doblada al català.

## Argument
A mitjans del segle xix, William Blake (Johnny Depp) és un comptable de Cleveland, Ohio, els pares del qual han mort i la seva promesa ha cancel·lat el matrimoni. Blake utilitza els pocs diners que li queden per viatjar amb tren cap a l'oest, a un poble anomenat Machine, on, per carta, li han assegurat un treball a la Metalúrgica Dickinson. En el viatge de tren, s'informa que Machine és al final de la línia fèrria, última frontera de la civilització, que no es fiés de la carta, i li adverteixen a manera de predicció que: El més probable és que trobis la teva pròpia tomba.
En arribar a Machine i a l'oficina de la Metalúrgica Dickinson, resulta que la carta havia estat enviada feia mesos i que el lloc de comptable ja va ser cobert. William Blake insisteix a parlar amb el cap, Dickinson (Robert Mitchum), el qual l'apunta una escopeta i li diu que: L'únic treball que aconseguiràs és fer créixer flors en una caixa de pi.
Aquella nit, Blake, sol i sense diners, es troba amb Thel (Mili Avital), una exprostituta que ara treballa d'artesana, fent flors de paper. Ella el convida a acompanyar-la a la casa i acaben al llit junts. La següent escena de William i Thel al llit és interrompuda per Charles, fill de Dickinson i expromès de Thel, que li portava un regal.
Després d'un breu discurs, apunta la seva pistola a William, però al seu lloc mata Thel que es creua per protegir-lo. William treu la pistola que era sota el coixí i, després de dos trets fallits, mata Charles en el tercer intent. Blake s'escapa per la finestra i roba un cavall per sortir del poble.
El senyor Dickinson contracta els tres millors assassins a sou de la regió: Cole Wilson, Conway Twill i Johnny "The Kid " Pickett, per trobar William Blake, viu o mort no importa, per la mort del seu fill Charles, de la seva expromesa Thel i el furt d'un cavall pinto.
Al matí, William Blake es desperta amb un indígena (Gary Farmer) clavant-li un ganivet a la seva ferida, per treure-li la bala i guarir-lo. Malgrat no poder fer-ho, l'indígena el cuida i l'acompanya fins a poder seguir el seu rumb.
L'indígena, que resulta saber parlar anglès amb gran fluïdesa, s'anomena Xebetxe, que significa 'el que parla fort, sense dir res', però prefereix que li diguin Ningú. Aquest, en assabentar-se que el ferit s'anomena William Blake, el confon amb el gran poeta del segle xviii, William Blake. Irònicament, el protagonista desconeix el poeta de qui parla.
Ningú i William Blake segueixen el seu camí, sabent-se perseguits per assassins, i es troben amb altres personatges excèntrics, a qui han de matar per supervivència.

## Repartiment
- Johnny Depp: William 'Bill' Blake
- Gary Farmer: Nobody (Ningú) o xebetxe nom indi que vol dir "el que parla fort, sense dir res"
- John Hurt: John Scholfield
- Robert Mitchum: John Dickinson
- Lance Henriksen: Cole Wilson
- Iggy Pop: Salvatore 'Sally' Jenko
- Billy Bob Thornton: Big George Drakoulious
- Gabriel Byrne: Charles Ludlow 'Charlie' Dickinson
- Gibby Haynes: home amb pistola a Alley
- George Duckworth: home al final del carrer
- Richard Boes: home amb clau anglesa
- John North: Sr. Olafsen
- Mili Avital: Thel Russell
- Peter Schrum: borratxo
- Michael Wincott: Conway Twill
- Eugene Byrd: Johnny 'The Kid' Pickett
- Crispin Glover: el bomber del tren
- Alfred Molina: el missioner

## Al voltant de la pel·lícula
- Steve Buscemi fa una petita aparició com a cambrer.
- El personatge de Blake mata dos Marshalls anomenats Lee i Marvin, homenatge a l'actor Lee Marvin.[3]
- La frase La visió de Crist que tens és la pitjor enemiga de la meva visió de mi, que Ningú indica al missioner, està treta del poema The Everlasting Gospel, de William Blake.
- Cada nit, cada matí, alguns neixen per a la tristesa. Cada matí, cada nit, alguns neixen per a la delícia exquisida. Alguns neixen per a la delícia exquisida, alguns per a la nit infinita, prové del poema Auguris d'innocència, de William Blake.[3]
- Mai l'àguila no ha perdut temps aprenent del corb, és igualment una citació de William Blake, treta de The Marriage of Heaven and Hell.
- Gary Farmer reprendrà el paper de Ningú a la pel·lícula Ghost Dog: The Way of the Samurai, realitzada per Jim Jarmusch el 1999.
- El cantant i guitarrista Neil Young va compondre la banda original de la pel·lícula, Johnny Depp que hi posa la seva veu, recita poemes de William Blake.
- Interpretant el fantasmagòric Dickinson, Robert Mitchum fa aquí la seva última aparició a la pantalla.[3]
- El 2008, el grup de folk-pop Poney Express treu el seu àlbum Daisy Street: la cançó Nobody ret directament homenatge a la pel·lícula de Jarmusch. S'hi poden sobretot trobar rèpliques directament extretes de la pel·lícula.

## Premis i nominacions
Premis
- Premi a la millor fotografia per a Robby Müller als New York Film Critics Circle Awards (1996)
- Premi per a Jim Jarmusch als European Film Awards (1996)

Nominacions
- Palma d'Or al Festival de Cinema de Canes per a Jim Jarmusch (1995)
- Millor pel·lícula als Chicago Film Critics Association Awards (1997)
- Premis Independent Spirit (1997):
  - Millor pel·lícula per a Demetra J. MacBride
  - Millor guió per a Jim Jarmusch
  - Millor actor secundari per a Gary Farmer
  - Millor fotografia per a Robby Müller